# Власов, Виктор Валентинович
Виктор Валентинович Власов (18 ноября 1956, Ленинград — 4 января 2023, Москва) — российский математик, доктор физико-математических наук (1997), профессор (2000), заместитель заведующего кафедрой математического анализа мехмата МГУ.

## Биография
Родился в семье профессора Валентина Викторовича Власова, первого ректора Тамбовского государственного технического университета, позже — профессора Московского института химического машиностроения.
В 1978 году Виктор Валентинович с отличием окончил мехмат МГУ, затем там же — аспирантуру (1981) в научной школе А. Г. Костюченко, защитив в 1982 году в МГУ диссертацию по теме «Эволюционные уравнения и их приложения к спектральной теории операторных пучков» на учёную степень кандидата физико-математических наук по специальности 01.01.01.
С 1981 года по 2001 год трудился на кафедре высшей математики МФТИ.
В 1997 году защитил на мехмате МГУ докторскую диссертацию «Функционально-дифференциальные уравнения в гильбертовом пространстве и связанные с ними вопросы спектральной теории».
С 2001 года В. В. Власов вновь на мехмате МГУ, где стал профессором кафедры математического анализа. С 2002 года В. В. Власов (по совместительству) также являлся профессором кафедры общей математики факультета ВМК МГУ.
Скоропостижно скончался 4 января 2023 года.

## Научный вклад
Профессор В. В. Власов признан математическим сообществом как крупный специалист в теории функционально-дифференциальных уравнений и спектральной теории операторов.
Им предложен новый подход к исследованию функционально-дифференциальных уравнений, связанный с применением спектральной теории операторов и операторных пучков, на основе которого им было проведено систематическое исследование функционально-дифференциальных и интегро-дифференциальных уравнений с неограниченными операторными коэффициентами.
Виктору Валентиновичу принадлежит ряд глубоких результатов об асимптотическом поведении решений функционально-дифференциальных уравнений, имеющих большое прикладное значение, им получены неулучшаемые оценки решений функционально-дифференциальных уравнений.

## Научно-организационная деятельность
- член редколлегии журнала «Дифференциальные уравнения» (с 1 сентября 2014)
- член диссертационных советов мехмата МГУ и РУДН[1].

## Преподавательская деятельность
Проф. В. В. Власов является автором ряда учебных курсов мехмата МГУ. Соавторы по отдельным курсам: К. А. Мирзоев, Н. А. Раутиан.
В разные годы читал следующие курсы:
- «Введение в теорию дифференциальных уравнений с запаздывающим аргументом и её приложения»,
- «Действительный и комплексный анализ»,
- «Математический анализ»,
- «Спектральный анализ линейных несамосопряжённых операторов»,
- «Спектральный анализ неограниченных операторов»
- «Теория функций комплексного переменного»
- «Функционально-дифференциальные и интегро-дифференциальные уравнения в гильбертовом пространстве и их приложения»,
- «Функциональный анализ для бакалавров»
- «Элементы функционального анализа»
- и другие

Под его руководством защищены 3 кандидатские диссертации.

## Награды, премии, почётные звания
- В. В. Власову неоднократно присуждались гранты РФФИ, Международного научного фонда, INTAS, ныне он участвует в работах по грантам РФФИ, программам «Интеграция» и «Университеты России».
- государственная научная стипендия для выдающихся учёных (2000).
- неоднократный лауреат конкурсов «Соросовский доцент» и «Соросовский профессор», а также конкурсов «Профессор-2001» «Профессор-2002», «Профессор-2003», «Профессор-2004», «Профессор-2005»[6].
- Премия по Программе развития МГУ (2016)[1].

## Избранная библиография

### Книги
- Власов В. В., Коновалов С. П., Курочкин С. В. Задачи по функциональному анализу: учеб. пос. для вузов. — М. : Изд-во МФТИ, 2000.— 28 с. — 400 экз. — ISBN 5-7417-0145-0.
- Агаханов Н. Х., Власов В. В., Коваленко Л. И., Романко В. К. Сборник задач по дифференциальным уравнениям и вариационному исчислению. М.: Юнимедиастайл, 2002. 256 с. isbn 5-93208-120-1. тираж 5000.
  - Сборник задач по дифференциальным уравнениям и вариационному исчислению / В. К. Романко, Н. Х. Агаханов, В. В. Власов, Л. И. Коваленко ; под редакцией В. К. Романко. — 6-е изд. — Москва : Лаб. знаний, 2020. — 218, [1] с.; 24 см. — (Математика).; ISBN 978-5-00101-254-2
- Задачи и упражнения по математическому анализу и дифференциальным уравнениям : учебное пособие / В. В. Власов, Митрохин С. И., Прошкина А. В., Родионов Т. В., Трушина О. В.  — Москва : Интернет-Университет- информ. технологий : БИНОМ. Лаб. знаний, 2009. — 359 с. : ил.; 22 см. — (Основы информатики и математики).; ISBN 978-5-9963-0230-7
  - 2-е изд., испр. и доп. — Москва : Интернет-университет информ. технологий : Бином. Лаб. знаний, 2010. — 375 с.; 22 см. — (Основы информатики и математики).; ISBN 978-5-9963-0308-3.
  - переиздание. — Москва-Саратов: Интернет-университет информ. технологий, 2017. 376 с. ISBN 978-5-4487-0077-4.
- Функционально-дифференциальные уравнения в пространствах Соболева и их спектральный анализ / Власов В. В., Медведев Д. А., Раутиан Н. А. Москва: Издательство Попечительского Совета механико-математического факультета МГУ имени М. В. Ломоносова, 2011. ISBN 978-5-211-05652-7, 308 с.
- Спектральный анализ функционально-дифференциальных уравнений: монография / В. В. Власов, Н. А. Раутиан ; Московский государственный университет имени М. В. Ломоносова, Механико-математический факультет. — Москва : Макс Пресс, 2016. — 481 с.; 24 см; ISBN 978-5-317-05443-4 : 150 экз.
- Pinelas S., Kim A., Vlasov V.  Mathematical Analysis with Applications. Springer Proceedings in Mathematics & Statistics. Vol. 318. Springer International Publishing AG (Cham, Switzerland), 2020. ISBN 978-3-030-42175-5, 422 p.

### Диссертации
- Власов, Виктор Валентинович. Эволюционные уравнения и их приложения к спектральной теории операторных пучков : диссертация … кандидата физико-математических наук : 01.01.01. — Москва, 1982. — 154 с.
- Власов, Виктор Валентинович. Функционально-дифференциальные уравнения в гильбертовом пространстве и связанные с ними вопросы спектральной теории : диссертация … доктора физико-математических наук : 01.01.01. — Москва, 1996. — 291 с.[3]

### Избранные статьи
- О разрешимости и свойствах решений функционально-дифференциальных уравнений в гильбертовом пространстве // Матем. сб., 1995, т. 186, № 8, с. 67-92;
- On spectral problems arising in the theory of functional differential equations // Functional Differential Equations, 2001, v. 8, N. 3-4, pp. 435—446;
- О разрешимости функционально-дифференциальных уравнений в пространствах Соболева // Труды МИРАН им. В. А. Стеклова, 1999, т. 227, в. 18, с. 109—121;
- Оценки решений функционально-дифференциальных уравнений в шкале пространств Соболева и базис из разделённых разностей // Алгебра и Анализ, 2003, т. 15, № 4, с. 115—141;
- Об оценках решений функционально-дифференциальных уравнений нейтрального типа в пространствах Соболева // Докл. РАН, 2004, т. 396, № 4, с. 15-18 (соавт. Иванов С. А.);
- Корректная разрешимость уравнений гиперболического типа с запаздыванием в гильбертовом пространстве // Труды МИРАН им. В. А. Стеклова, 2003, т. 243, с. 127—137 (соавт. Шматов К. И.);
- Функционально-дифференциальные уравнения в пространствах Соболева и связанные с ними вопросы спектральной теории // Современная математика. Фундаментальные направления, 2008, т. 30, с. 3-173 (соавт. Медведев Д. А.).